# Wilhelm von Pfalz-Gelnhausen
Wilhelm von Pfalz-Birkenfeld-Gelnhausen (* 4. Januar 1701 in Gelnhausen; † 25. Dezember 1760 in Den Haag) war Pfalzgraf von Pfalz-Zweibrücken-Birkenfeld zu Gelnhausen und kaiserlicher Feldmarschall.

## Leben
Wilhelm war der jüngste Sohn des Herzogs und Pfalzgrafen Johann Karl von Birkenfeld-Gelnhausen (1638–1704) aus dessen zweiter Ehe mit Marie Esther (1665–1725), Tochter des Freiherren Georg Friedrich von Witzleben zu Elgersburg.
Wilhelm stand seit 1729 in österreichischen Diensten und wurde in der Schlacht bei Mollwitz verwundet. Im Jahr 1742 errang er einen Sieg gegen den französischen General Bouffleur und verjagte die Franzosen von Tein. Im Jahr 1743 wurde er holländischer General der Kavallerie. Er begleitete Kaiser Franz I. zu seiner Kaiserkrönung nach Frankfurt am Main und wurde 1754 kaiserlicher Feldmarschall. Im Jahr 1757 wurde er Gouverneur von Namur.